# 10273 Katvolk
10273 Katvolk este o planetă minoră (asteroid), cu un diametru de 2,742 km, din centura de asteroizi. A fost descoperită pe 1 martie 1981 la Observatorul Siding Spring de Schelte J. Bus și a fost numită după Kathryn Volk⁠(d). 
Obiectul prezintă o orbită caracterizată de o semiaxă mare de 2,3530342 UAi, o excentricitate de 0,14, o înclinație de 3,59036 ° în raport cu ecliptica.